# Kefersteinia angustifolia
Kefersteinia angustifolia är en orkidéart som beskrevs av Franco Pupulin och Robert Louis Dressler. Kefersteinia angustifolia ingår i släktet Kefersteinia och familjen orkidéer. Inga underarter finns listade i Catalogue of Life.